# العادي (حريب)

تعديل مصدري - تعديل

العادي هي إحدى قرى عزلة العادي بمديرية حريب التابعة لمحافظة مأرب، بلغ تعداد سكانها 1409 نسمة حسب تعداد اليمن لعام 2004.